# Minbu
Minbu és una ciutat i municipi de Birmània, a la divisió de Magwe, capital del districte de Minbu. Té una població de 52.400 habitants (2004). Está situada a la riba dreta de l'Irauadi a l'altre costat de Magwe. Destaquen a la ciutat la Pagoda Roja al nord, una pagoda al cim d'un turó cònic a l'oest, i diverses pagodes en els cims de turons del sud entre les quals la que inclou una suposada petjada de Buda. Al sud hi ha el rierol de Sabwet. Està dividida en dues parts separades pel rierol Dok; la part del sud inclou les instal·lacions administratives i fou la residència de l'antic comissionat de la divisió de Minbu (després traslladada a Magwe vers 1906)
Els britànics la van annexionar el març de 1886 i hi van afegir Mindat que va passar a formar part de la ciutat que aleshores era poc més que un poble pescador, però es va beneficiar de l'establiment d'un quarter militar a la ciutat. Va arribar a 7.270 habitants el 1891 però amb la retirada dels militars (i una fam el 1893) va baixar a 5.780 habitants el 1901. El 1887 es va formar la municipalitat que fou reconstituïda el 1901. El 1905 el trasllat de la capital de la divisió a Magwe fou aprovat i es va portar a terme poc després. Va augmentar lentament la població al llarg del segle xx.

## Nota
1. ↑  encara que a nombrosos llocs a Internet aquest canvi se situa vers 1940, totes les informacions semblen procedir d'una informació comuna errònia a "Statoids". La Gaseta Imperial de l'Índia publicada el 1908 i actualitzada fins als fets de 1905-1906, dona el canvi com imminent, i l'Enciclopèdia Espasa, apèndix, esmenta la divisió de Magwe el 1921 i Minbu ja no hi apareix.